# 艾哈迈德·哈桑·达尼
艾哈迈德·哈桑·达尼教授（乌尔都语：احمد حسن دانی，1920年6月20日—2009年1月26日）FRAS，SI， HI，巴基斯坦知识分子、考古学家、历史学家和语言学家。他是中亚和南亚考古学和历史学的重要人物。他为巴基斯坦和孟加拉的高等教育引入了考古学这门学科。除了指挥考古发掘和研究，达尼还获取了一系列学术职位和国际奖项。他特别以对巴基斯坦北部的前印度河文明和犍陀罗遗址上的考古工作而闻名。他也是在巴基斯坦国内外的各种民间奖项的获得者。作为一位多产的语言学家，他能讲35种本地和国际的语言和方言。

## 生平

### 早年
达尼是克什米尔人，1920年6月20日生于英属印度巴斯纳。他在1944年获得硕士学位，成为第一个贝拿勒斯印度教大学研究生的穆斯林。他在考试中拿下了最高分，这为他赢得了金质奖章。这也允许他从同一所大学获得教学奖学金。虽然为他提供了补助金，但由于他的宗教信仰不允许他教学。他在那里呆了6个月。在1945年，他开始莫蒂默惠勒的指导下进行考古实习。在这个时候，他参加了在塔克西拉和摩亨佐达罗发掘。随后，他参加了英属印度阿格拉泰姬陵的考古。他在伦敦大学学院考古系获博士学位。

### 职业
印巴分治后，达尼移居东巴基斯坦。在那里，他于1947-49年担任考古部助理部长。在这个时候，他扩建了拉杰沙希的Verandra博物馆。 1949年，他娶了萨菲娅·苏丹娜。他们有三个儿子（阿尼斯，纳瓦伊德和朱奈德）和一个女儿（福齐亚）。 1950年，达尼晋升为考古学司司长。同一年，他成为达卡的巴基斯坦亚洲协会秘书长。后来，在1955年，他担任巴基斯坦博物馆全国委员会主席。12年（1950年至1962年）的任期内，达尼仍在达卡大学任副教授，同时任达卡博物馆馆长。在此期间，他对孟加拉的穆斯林历史进行了考古研究。
1962年达尼调到白沙瓦大学任考古学教授直到1971年。在此期间，他带领的拉合尔和白沙瓦博物馆的重建和翻新工程。他在1970年成为在白沙瓦大学研究协会主席。 1971年，他到伊斯兰堡大学成为社会科学院院长。他在1975年离开后，专心研究历史学。同时，该大学在1976年更名为古艾德-阿赞姆大学。他继续工作，直到1980年被任命名誉教授并退休。在此期间，他还担任巴基斯坦考古和历史协会主席（1979年）、并是巴基斯坦北部地区巴-德小队的其中一个负责人（1980年）。
他在1993年获得塔吉克斯坦大学（杜尚别）荣誉博士学位。同一年，达尼建立了伊斯兰堡博物馆。 1992-96年间，他被任命巴基斯坦文化部部考古学顾问。 1994-98年间，他还担任伊斯兰堡国家文化遗产基金会主席。达尼在1997年，成为塔克西拉亚洲文明研究所名誉所长，并担任这一职位直至去世。
2009年1月22日，他被伊斯兰堡的巴基斯坦医学科学研究所诊断出心病、肾病和糖尿病。他死于2009年1月26日，享年88岁。他被埋葬在伊斯兰堡的H-11墓地。

## 访问、研究和荣誉职位
他在达卡大学任副教授期间，达尼在伦敦大学东方和非洲研究学院任研究员（1958-59年）。后来，在1969年，他在堪培拉的澳大利亚国立大学成为亚洲研究员。在1974年，他又在费城的宾夕法尼亚大学作访问学者。于1977年，他在威斯康星 - 麦迪逊大学的访问教授。在他的整个职业生涯中，丹妮被授予孟加拉皇家亚洲学会（1969年），德国考古研究所（1981年），意大利东方和非洲研究学会（1986年）和皇家亚洲学会（1991年）授予荣誉研究员。
1991年，达尼成为布哈拉荣誉市民，塔吉克斯坦Paivand在协会名誉会员。他在1993年成为拉瓦尔品第的希法信托终身名誉主持人。

## 研究贡献

印度河流域

达尼仍从事在巴基斯坦北部的前印度河文明拉赫曼泰里遗址上的挖掘工程。他还在白沙瓦和斯瓦特河谷的犍陀罗遗址取得一系列发现，并在迪尔的印度希腊化遗址工作。从1980年，他在巴基斯坦北部高山区沿与海德堡科学院的卡尔·耶特马尔，沃尔克·特瓦尔特、哈拉尔德·豪普特曼参与了从新石器时代到后期佛教时期之间的的古代遗迹石刻和碑刻的研究。1990-91年，他带领教科文组织国际科研团队，进行中国丝绸之路沙漠路线考察和丝绸之路苏联段草原路线考察。
根据他广泛的实地考察和研究经验，达尼驳斥任何南印度文化对印度河流域文明的影响。根据社会政治制度和印度河流域与周边腹地文化的地理分布来看，他发现印度恒河平原没有对印度河流域文化的发展发挥任何重大的作用。青铜时代从海边也没有任何入侵，尽管海岸线促进海上贸易。重大影响，据达尼的观点，来自中亚的西部。他断言，丘陵沟壑区的西部边疆作为边界外沿出现，实际上山地高原形成了网络，当地人民一直在其中自由移动。因此，他认为，巴基斯坦的历史文化更多与中亚相关，通过佛教，波斯和后来苏菲派受到影响。他努力振兴巴-中亚友好协会等组织，促进这种关系。
达尼认为，尽管阿拉伯海域让Meluhhan人能够与美索不达米亚和古埃及建立贸易关系，大多数的历史运动还是在中亚和南亚之间发生。地理位置使他将两个地区之间的联系定义为“巴基斯坦人民和中亚在文化、语言、文学、食品、服装、家具和民间文学艺术领域”之间的关系。

## 奖项和荣誉
达尼不仅是贝拿勒斯印度教大学的首位穆斯林学生，在毕业考试中也取得了最高，并在1944年从该大学拿到JK金奖。达尼得到的国家级奖项包括1969年的Sitara-E-伊姆蒂亚兹奖、1992年的艾扎兹·E·卡迈勒奖以及2000年巴基斯坦政府的希拉尔·E·伊姆蒂亚兹奖。在2004年，他被高等教育委员会授予“国家杰出教授”称号，以表彰他的贡献和成就。
在国际上，他在考古学，语言学和古代历史方面的工作，得到过各种著名的荣誉和奖项，如：
- 1998年 法兰西共和国总统军团勋章
- 1997年 教科文组织亚里士多德银奖，教科文组织
- 1996年 德国政府优秀勋章
- 1994年 意大利政府骑士指挥官
- 1990年 法国政府棕榈学者奖
- 1986年 孟加拉国亚洲协会金奖

## 著述
达尼出版有30部书籍和众多期刊文章。他能讲35种语言和方言，并精通法语、孟加拉语、印地语、克什米尔语、马拉地语、普什图语、波斯语、旁遮普语、梵语，西莱基语、辛达语、泰米尔语、土耳其语、英语和乌尔都语。他还用这些语言中的大多数发表了各种文章。

### 专书
- History of Pakistan: Pakistan through ages. Sang-e-Meel Publications. 2007. ISBN 978-969-35-2020-0
- Historic City of Taxila. Sang-e-Meel Publications. 2001. ISBN 978-969-35-0947-2
- History of Northern Areas of Pakistan (Up to 2000 AD). Sang-e-Meel Publications. 2001. ISBN 978-969-35-1231-1
- Romance of the Khyber Pass. Sang-e-Meel Publications. 1997. ISBN 978-969-35-0719-5
- New Light on Central Asia. Sang-e-Meel Publications. 1996. ISBN 978-969-35-0294-7
- Central Asia Today. Sang-e-Meel Publications. 1996. ISBN 978-969-35-0706-5
- Human Records on Karakorum Highway. Sang-e-Meel Publications. 1995. ISBN 978-969-35-0646-4
- Peshawar: Historic City of the Frontier. Sang-e-Meel Publications, (2nd Revised edition). 1995. ISBN 978-969-35-0554-2
- A Short History of Pakistan, Book One: Pre-Muslim Period. University of Karachi. (3 editions, 1967, 1984, 1992). ISBN 969-404-008-6
- History of Northern Areas of Pakistan (Historical studies). National Institute of Historical and Cultural Research. 1989. ISBN 978-969-415-016-1
- Perspectives of Pakistan. National Institute of Pakistan Studies, Quaid-e-Azam University. 1989. ASIN B0000CQNUB
- The historic city of Taxila. Centre for East Asian Cultural Studies. 1986. ISBN 978-4-89656-500-3
- Chilas: The City of Nanga Parvat (Dyamar). 1983. ASIN B0000CQDB2
- Thatta: Islamic architecture. Institute of Islamic History, Culture & Civilization. 1982. ASIN B0000CQD43
- Indus Civilization: New Perspectives. Quaid-i-Azam University, Islamabad. 1981
- Alberuni's Indica: A record of the cultural history of South Asia about A.D. 1030. University of Islamabad Press, Islamabad. 1973
- Indian palaeography. Clarendon P. 1963. ASIN B0000CM0CB
- Dacca: A record of its changing fortunes. S.S. Dani (Publisher). 1962. ASIN B0000CQXMU
- Prehistory and Protohistory of Eastern India: With a Detailed Account of the Neolithic Cultures. K.L. Mukhopadhyay. 1960
- Bibliography of the Muslim Inscriptions of Bengal. 1957

### 与人合著
- With J-P. Mohen (eds.), History of Humanity, Volume III, From the Third Millennium to the Seventh Century BC. New York: Routledge/Paris: UNESCO. 1996. ISBN 0-415-09306-6.
- With V.M. Masson (eds.), History of Civilizations of Central Asia, UNESCO, Paris. 1992- (6 volumes) ISBN 92-3-102719-0 (v.1)

## 参看
- 信德学

## 脚注
1. 1 2  Joffe, L (2009). Ahmad Hasan Dani: Pakistan's foremost archaeologist and author of 30 books （页面存档备份，存于）, The Guardian, 31 March, p.37. Retrieved on 4 September 2009
2. ↑  The Times (2009). Obituary - Professor A. H. Dani: archaeologist （页面存档备份，存于）, 18 February. Retrieved on 4 September 2009
3. 1 2  A Morning with Farah, Ahmed Hasan Dani and his wife's live interview on Pakistan Television. Retrieved on 4 September 2009
4. 1 2  Khan, M.N. Biographical Data （页面存档备份，存于）. Salaam. Retrieved on 15 May 2008.
5. 1 2  Khan, O (1998). An interview with Dani （页面存档备份，存于） in Islamabad, on 6 January. Retrieved on 15 May 2008
6. ↑  Iqbal, M. (2002). Archaeological site discovered in Dir （页面存档备份，存于）, Dawn (newspaper), 21 May. Retrieved on 6 March 2007)
7. ↑  Shahid, J. (2006). Dam threatens ancient remains （页面存档备份，存于）, Dawn, 5 December. Retrieved on 6 March 2007)
8. ↑  Dani, A.H. (1975). Origins of Bronze Age Cultures in the Indus Basin - a geographic perspective （页面存档备份，存于）
9. ↑  Dani, A.H. History Through The Centuries （页面存档备份，存于）. National Fund for Cultural Heritage. Retrieved on 22 September 2009.